# Exostyles
Exostyles es un género de plantas con flores con tres especies perteneciente a la familia Fabaceae.

## Especies
- Exostyles amazonica
- Exostyles glabra
- Exostyles venusta